# Vierna Do'Urden
Vierna Do'Urden es un personaje de ficción perteneciente al mundo de los Reinos Olvidados. Vierna es una drow. Es sacerdotisa de Lloth y vive, como la gran mayoría de los elfos oscuros, en Menzoberranzan. Es miembro de la antigua casa Do'Urden y, por tanto, hermana del famoso Drizzt y también de Dinin, el mercenario de Bregan D'aerthe.
De pequeña, era la más compasiva de las hermanas, e incluso llegó a parecer que podría tomar la misma senda que Drizzt y ver la maldad innata de los drows como algo repulsivo. Pero tras la huida de Drizzt, la destrucción de su casa y el sacrificio de su padre Zaknafein a la Reina Araña, Vierna volvió al cauce de sus estudios de sacerdocio y llegó a ser un Gran sacerdotisa de Lloth.
Décadas después, cuando se lanzó la nueva ofensiva drow contra Mithril Hall con el pretexto de capturar al renegado Drizzt Do'Urden, Triel Baenre la utilizó como instrumento para llevar a cabo la incursión. La Gran sacerdotisa, cegada por el fanatismo y el odio hacia su hermano, responsable de la caída de la casa Do'Urden, se prestó rápidamente a ser dirigida contra Bruenor Battlehammer, rey de Mithril Hall.
En esta campaña, Vierna hizo tratos con Bregan D'aerthe, la organización de espías más poderosa de Menzoberranzan. En ella militaba su hermano Dinin Do'Urden, único superviviente aparte de ella de su extinta casa, y que servía a las órdenes de Jarlaxle. Cuando Dinin expresó sus dudas acerca del poder de Lloth, la diosa drow, la Gran sacerdotisa Vierna lo convirtió en draña, un horrible monstruo mitad araña mitad drow.
La draña estaba sujeta a su voluntad, y murió en un enfrentamiento contra Bruenor, furioso por la muerte de su hijo adoptivo Wulfgar.
La misma Vierna murió también en un combate contra Drizzt y sus aliados en esos enfrentamientos.
| Vierna Do'Urden     | Vierna Do'Urden  |
| ------------------- | ---------------- |
| Mundo:              | Reinos Olvidados |
|                     |                  |
| Creador             | R. A. Salvatore  |
| Lugar de nacimiento | Menzoberranzan   |
| Raza                | Drow             |
| Sexo                | Hembra           |
| Alineamiento        | Maligno          |
| Deidad              | Lloth            |

- Datos: Q6161857